# França Antártica
```
   |-
       |
Erro:
:  
valor não especificado para "
nome_comum
"
```

A França Antártica foi uma colônia francesa estabelecida na região da Baía do Rio de Janeiro (como era então conhecida a Baía de Guanabara), no Estado do Rio de Janeiro, no Brasil, no século XVI, com o apoio dos tamoios, a população nativa da Guanabara, existindo de 1555 a 1570, quando os últimos remanescentes da aliança franco-tamoia foram derrotadas na Batalha do Cabo Frio.

## Antecedentes

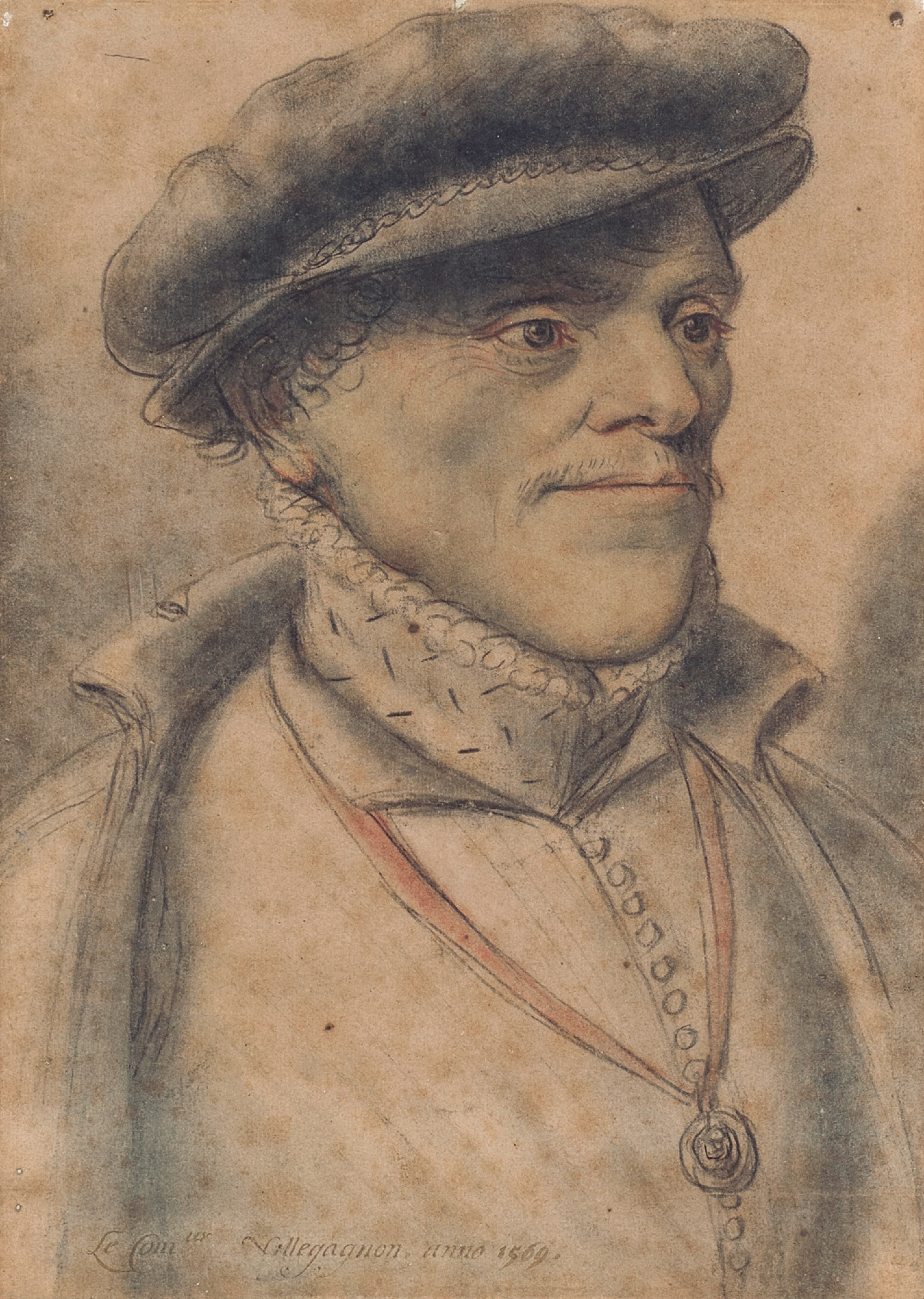
Nicolas Durand de Villegagnon.

No verão de 1554, Nicolas Durand de Villegagnon visitou secretamente a região de Cabo Frio, na costa do Brasil, onde seus compatriotas habitualmente praticavam o escambo. Ali, obteve valiosas informações junto aos Tamoios, informando-se dos hábitos dos portugueses naquele litoral, colhendo dados essenciais ao futuro projeto de uma expedição para a fundação de um estabelecimento colonial. O local escolhido localizava-se cerca de 150 quilômetros a Oeste: a Baía de Guanabara, evitada pelos portugueses devido à hostilidade dos indígenas da região. O projeto concebia transformá-la em uma poderosa base militar e naval, de onde a Coroa Francesa poderia tentar o controle do comércio com as Índias. Embora na ocasião não a tenha visitado, estava acerca dela bem informado por André Thévet, que já a havia visitado por duas vezes, estando ciente de que os portugueses receavam os Tupinambás, indígenas ali estabelecidos. Na ocasião, fez boas relações com ambos os povos (Tamoios e Tupinambás), recolhendo, além de valiosas informações, uma boa carga, com a qual lucrou ao retornar à França.
Em seu retorno à Corte, fez uma demorada exposição de quatro horas a Henrique II de França (1519-1559) e Diana de Poitiers, convencendo-os das vantagens de uma colônia permanente na costa do Brasil.
Em fins de 1554, o soberano ordenou, ao seu principal ministro, Gaspar II de Coligny (ainda católico à época), a preparação de uma expedição sigilosa ao Brasil, cujo comando entregou a Villegagnon. Embora tenha fornecido recursos modestos (apenas 10 000 libras), os armadores de Dieppe (base do armador Jean Ango, experiente com a costa brasileira), decidiram investir na expedição. Com a falta de voluntários para integrá-la, Villegagnon percorreu as prisões da região norte da França, prometendo a liberdade a quem se juntasse.
Para não despertar a atenção do Ministro de Portugal na França, Villegagnon fez espalhar a notícia de que a expedição se dirigia à costa da Guiné.

## A expedição de Villegagnon (1555-1559)

### A viagem

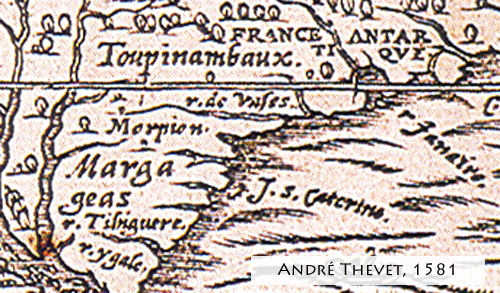
Mapa onde se encontra indicada a França Antártica (Thévet, "Les singularitez de la France Antarctique")

A expedição zarpou de Dieppe a 14 de agosto de 1555, com duas naus e uma naveta de mantimentos, nas quais se comprimiam cerca de seiscentas pessoas. Villegagnon era protegido por uma pequena guarda pessoal de escoceses. A expedição era integrada por um índio Tabajara na qualidade de intérprete e na companhia de sua esposa francesa. Acompanhava-a, ainda, André Thévet, que legou um relato sobre os primeiros momentos do estabelecimento: "Les singularitez de la France Antarctique". Mais tarde, ele se tornaria o principal cosmógrafo de Carlos IX de França. Por razões de saúde, entretanto, Thévet retornaria à França a 14 de fevereiro de 1556. Destacavam-se, ainda, os seguintes passageiros:
- Boissy, sobrinho de Villegagnon, senhor de Bois-le-Comte;
- Nicolas Barré, ex-piloto, que também deixou uma memória da expedição: "Discours de Nicolas Barré sur la navigation du Chevalier de Villegagnon en Amérique" (Paris: Le Jeune, 1558);
- Dois beneditinos, conhecedores de botânica, que criaram a primeira escola católica na região da Baía de Guanabara.

O objetivo da expedição era:
- instalar núcleos colonizadores para o comércio com a Metrópole;
- interferir no comércio marítimo com as Índias.

Note-se que, em momento algum (apesar de que historiadores calvinistas, Jean de Léry, Crespin e outros, repetindo-se uns aos outros, tenham conseguido impor tal ideia à posteridade), a aventura de Villegaignon no Brasil foi uma aventura religiosa. Jamais sonhou ele em fazer apelo aos adeptos da nova Religião Reformada da qual ele, segundo diz Georges Raeders em seu artigo "Villegainon au Brésil", publicado pelas Universidades de Nantes, da "Haute Bretagne" e da "Bretagne Occidentale", ignorava a existência - quanto mais a doutrina. Segundo Georges Raders, na obra citada, página 36, apenas Calvino, que Villegainon nem conhecia de nome (de acordo com Coligny), se transformara em um dos chefes da Reforma na França, sonhando em criar ao longe um refúgio onde pudessem ser recebidos os discípulos perseguidos na Europa.
Após serem repelidos nas Ilhas Canárias pela artilharia da guarnição espanhola de Tenerife, alcançaram a costa do Brasil, na altura de Búzios, a 31 de outubro.

### O estabelecimento na Guanabara
Tendo atingido a Baía de Guanabara a 10 de novembro de 1555, após tomar posse da Ilha de Serigipe, escolhida como local de estabelecimento da principal defesa da França Antártica, principiou-se a instalação. Para esse fim, foram providenciados alojamentos em terra e desembarcados homens, armas, munições e ferramentas. Apesar das dificuldades com a mão de obra europeia, graças ao auxílio dos indígenas, uma fortificação foi concluída em três meses. Ao fim de alguns meses, entretanto, essa mão de obra cansou-se dos presentes que recebia, assim como do excesso de trabalho, uma vez que os franceses se esquivavam das tarefas mais pesadas. O Forte Coligny dispunha de cinco baterias apontadas para o mar.

### As dificuldades
Após alguns meses, compreendendo a precariedade da sua posição, solicitou ao soberano um efetivo de três a quatro mil soldados profissionais, centenas de mulheres para casarem aqui e operários especializados.
Em 14 de fevereiro de 1556, dois dias após a partida de Bois-le-Comte e André Thévet para a França, ocorreu a primeira revolta na França Antártica: trinta conjurados liderados por um intérprete normando que fora obrigado a casar-se com uma indígena, planejaram o assassinato de Villegagnon, defendido por apenas oito homens de sua guarda escocesa.
Imaginando contar com a colaboração de um dos guardas, insatisfeito, prometeram-lhe um vultoso prêmio. O guarda, entretanto, não confiou nos rebeldes, avisando a Nicolas Barré. Denunciada, a conspiração foi abortada e reprimida exemplarmente: o líder evadiu-se, dois conspiradores foram julgados pelo Conselho da colônia e executados na forca, e os demais alcançaram penas menores.
Com relação às relações entre colonos, predominantemente do sexo masculino com as indígenas, Villegagnon exigiu o casamento dos franceses com elas perante o notário da expedição. Como resultado, muitos franceses fugiram para a floresta, passando a viver entre os indígenas. Alguns casaram-se contra a vontade, outros rebelaram-se e foram punidos, até mesmo ameaçados de morte. Segundo o antropólogo brasileiro Darcy Ribeiro, os franceses se uniram às índias locais, gerando mais de mil mestiços que povoaram toda a região da Baía de Guanabara.
Patentes as dificuldades de disciplina, crescia o descontentamento entre os colonos, muitos franceses tendo aproveitado a visita de navios mercantes para retornar ao país. Um outro ponto de atrito foi a discordância de Villegagnon quanto à prática da antropofagia por seus aliados Tupinambás.

### Henriville
A etapa seguinte foi a instalação da colônia em terra firme, na região da atual praia do Flamengo, entre a foz do rio Carioca e o outeiro da Glória, o que se iniciou em meados de 1556. Denominada de Henriville, em homenagem ao rei Henrique II de França, foi erguida com os tijolos fabricados em uma olaria assinalada nas ilustrações da época como "briqueterie". As suas casas foram destruídas pelo assalto português de  1565: ali viviam cerca de sessenta franceses, conforme carta de Villegagnon ao Duque de Guise.

### Um refúgio huguenote

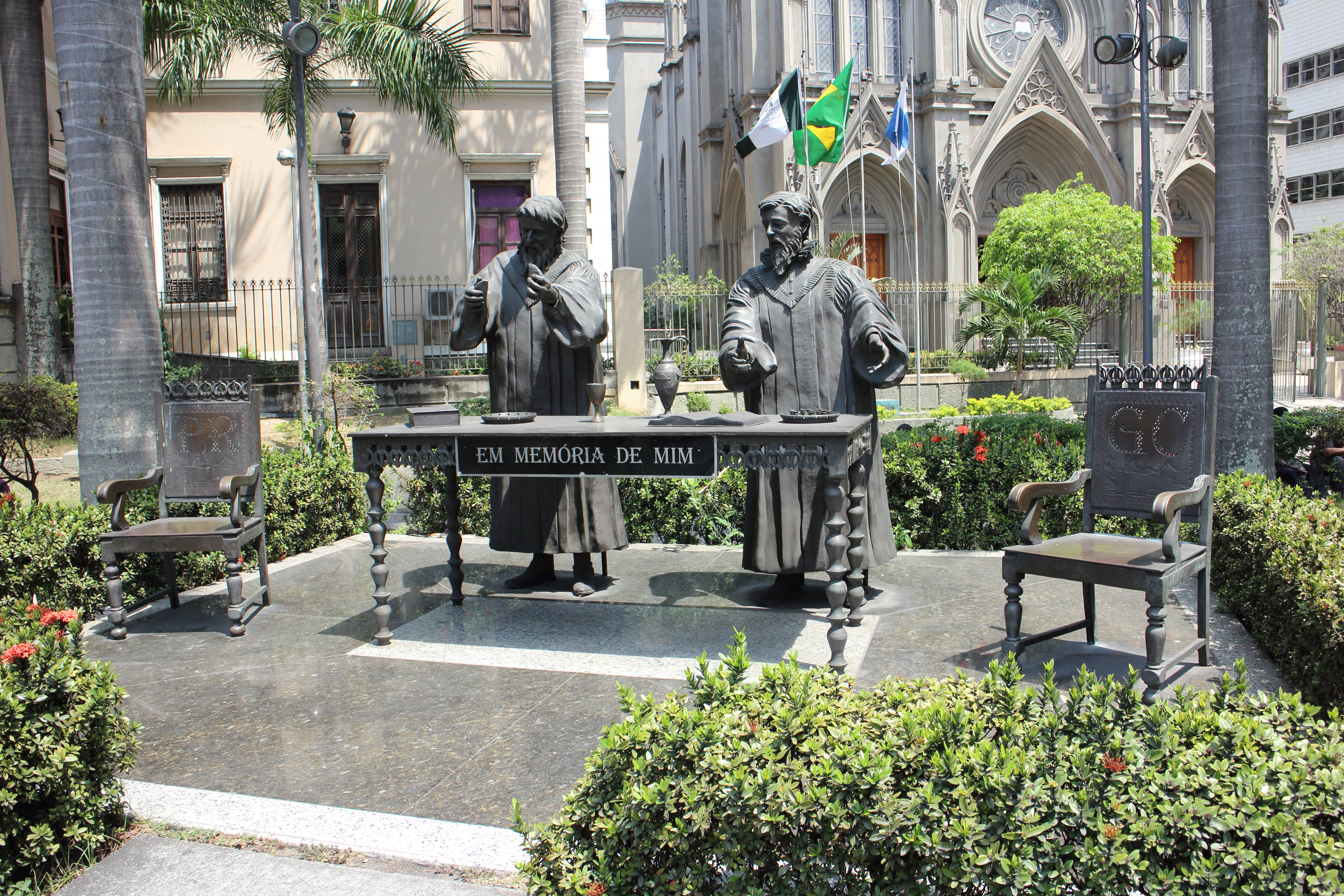
Escultura no Centro do Rio de Janeiro lembrando o primeiro culto protestante nas Américas, realizado por huguenotes franceses na ilha de Villegagnon

O comércio francês com a Baía de Guanabara, a esta altura, já se desenvolvia com regularidade. Entretanto, acirrando-se as lutas religiosas na França, tendo Coligny se convertido à Reforma Protestante, começou este a cogitar a França Antártica como um possível refúgio para os huguenotes.
Dessa forma, estando o rei da França impossibilitado de enviar os recursos requisitados por Villegagnon, por falta de meios à época, Gaspar II de Coligny solicitou, a Genebra, reduto Calvinista, que levasse um grupo de Calvinistas ao Brasil, a fim de estudar a possibilidade de para ali transferir milhares de protestantes perseguidos na França. Foram, desse modo, indicados dois pastores:
- Pierre Richier, um homem maduro, de cerca de cinquenta anos de idade;
- Guillaume Chartier, um jovem que ainda estudava teologia em Genebra.

Nove outros indivíduos foram aceitos no grupo, ao qual se juntou ainda Jean de Léry. Os gastos correram por conta de Coligny e do próprio Villegagnon.
O grupo partiu da França a 19 de novembro de 1556, em três barcos, comandados por Bois-le-Compte. Transportavam, no total, cerca de trezentas pessoas, inclusive cinco moças para se casarem no Brasil. Sem poder abastecer-se nas Ilhas Canárias, necessitaram assaltar navios portugueses e espanhóis para obter água e provisões, racionados durante a viagem, marcada, de resto, pela indisciplina a bordo. A 26 de fevereiro de 1557, chegavam à baía de Guanabara. E, em 10 de março, os recém-chegados huguenotes realizaram um culto de ação de graças, que viria a ser considerado o primeiro culto protestante realizado nas Américas. Embora decepcionado com o modesto reforço, Villegagnon acolheu afavelmente os recém-chegados, tendo escrito a Calvino a carta de 31 de março de 1557, na qual expôs as suas dificuldades. 
Quando os pastores calvinistas regressaram à França no início de 1558, Villegagnon dispunha apenas de oitenta homens, entre franceses e escoceses. Diante das acusações dos calvinistas, na França, Villegagnon retornou para justificar-se (1559), deixando, em seu lugar, o sobrinho, Bois-le-Compte, à frente do estabelecimento.

## A expedição de 1560

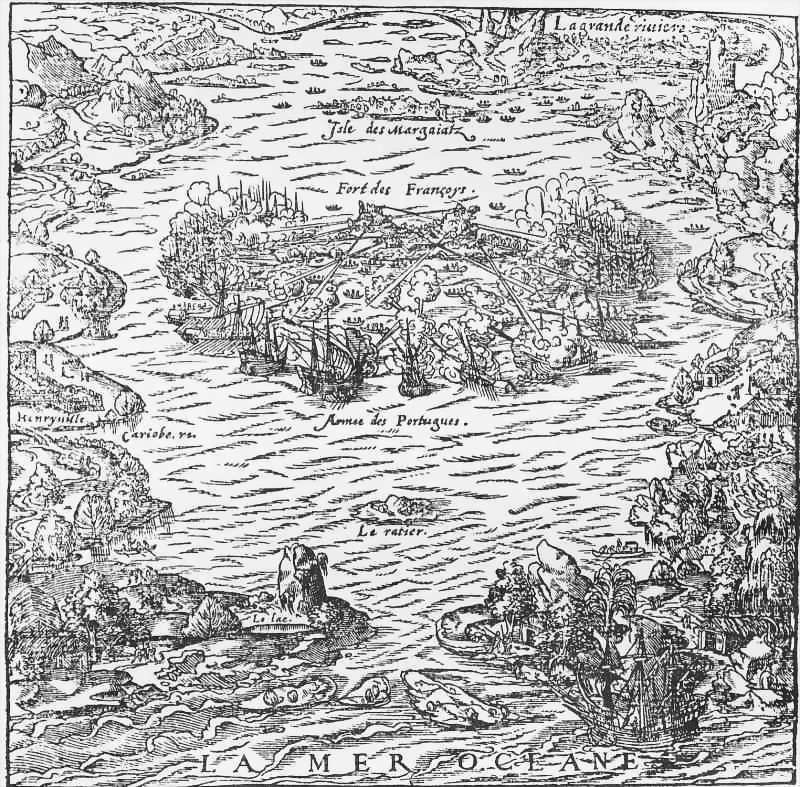
"Isle e Fort des François": ilustração do ataque português de março de 1560 ao Forte Coligny. In: THÉVET, André. "La Cosmographie Universelle" (Paris, 1575).

Em meados de 1557, com a morte de D. João III, assumiu como Regente a sua esposa, Catarina de Áustria, uma vez que o herdeiro do trono português, D. Sebastião era apenas uma criança.
Na ausência de Villegagnon, em 1559, o terceiro Governador-Geral do Brasil, Mem de Sá (1558-1572), tendo recebido em Salvador da Bahia informações do trânsfuga Jean de Cointa e, em novembro desse ano, o reforço da frota sob o comando de Bartolomeu de Vasconcelos Cunha, preparou uma expedição para o assalto à Guanabara.
Em duas naus e oito embarcações menores, fez vela para o Sul, com escalas nas Capitanias de Ilhéus, Porto Seguro e Espírito Santo, onde recebeu reforços. As suas forças alcançaram a Guanabara a 21 de fevereiro, capturando uma nau francesa, carregada. Entretanto, apenas a 15 de março, após receber os contingentes aguardados da Capitania de São Vicente, Mem de Sá enviou um ultimato ao comandante do forte: era uma sexta-feira, pelas quatorze horas.
Bois-le-Compte respondeu afirmando a sua intenção de defesa da praça, rompendo as hostilidades ao entardecer do próprio dia 15. Os portugueses foram bem sucedidos no ataque à que chamaram "ilha das Palmeiras", conseguindo conquistar o Forte na madrugada de 16 para 17, arrasando-o no dia 17, um domingo.
Mem de Sá retornou à Bahia, sem no entanto, deixar guarnição na Guanabara, de vez que não dispunha de gente e nem de recursos para tal. Os defensores franceses que, entretanto, conseguiram se evadir para o continente com o auxílio dos nativos, continuaram nos meses seguintes, as suas atividades de comércio em terra firme.

## A expedição de 1567

### Antecedentes
Persistindo o comércio francês na Guanabara, diante da insistência do padre Manoel de Nóbrega, de que se devia fundar uma cidade na região, à semelhança da fundação de Salvador da Bahia, primeira capital da América Portuguesa, dona Catarina de Áustria encarregou dessa missão Estácio de Sá, sobrinho de Mem de Sá, e que fora o encarregado de levar as notícias da destruição do Forte Coligny ao reino.
Para esse fim, Estácio recebeu da Regente o título de Capitão-mor, poderes e instruções para expulsar definitivamente os franceses da região. Aportou na Bahia em 1563, à frente de uma pequena frota, tendo recebido reforços de gente e de canoas, além de provisões.

### O primeiro contato
No início do ano seguinte, as gentes e os meios assim reunidos, partiram para o Sul, trazendo consigo o Ouvidor-mor Braz Fragoso. No Espírito Santo, a expedição recebeu o reforço do Capitão Belchior de Azevedo e do chefe Arariboia, à frente de guerreiros Temiminós, inimigos dos Tamoios.
Em 6 de fevereiro, a frota ancorou fora da barra da Guanabara. Após uma incursão de reconhecimento, ao penetrar na barra, Estácio percebeu no interior da baía uma nau francesa, de imediato perseguida pela galé de Paulo Dias Adorno, a bordo da qual seguiam Duarte Martins Mourão, Belchior de Azevedo e Braz Fragoso. A nau francesa foi apreendida  para a Coroa, e o seu comando entregue a Antônio da Costa.
Após essa vitória inicial, Estácio enviou um emissário à Capitania de São Vicente, convocando os jesuítas Anchieta e Nóbrega. Ciente, entretanto, de que os Tamoios se encontravam novamente em guerra com os colonos naquela Capitania, decidiu, em Concelho, que a frota se dirigiria a São Vicente.
À saída da barra, precedendo as demais embarcações, uma nau e um caravelão comandado por Domingos Fernandes foram rigidamente atacadas pelos franceses e por uma grande quantidade de indígenas em canoas. No fragor da batalha, pereceu Domingos Fernandes. A frota conseguiu forçar a barra, desembaraçando-se das canoas indígenas inimigas e rumando para São Vicente.
Nesse ínterim, entretanto, a embarcação que primeiro fora àquela Capitania de São Vicente, retornara à Guanabara, aportando próxima à ilha de Villegagnon, onde desembarcaram Anchieta e Nóbrega (31 de Março, Sábado de Aleluia). No despontar da alvorada foram atacados por canoas com flecheiros Tamoios. Cercados, foram salvos pela frota de Estácio de Sá, que retornara ao interior da Guanabara por abrigo, devido ao mau tempo fora da barra.

### Os reforços em São Vicente
Reunidos Estácio, Anchieta e Nóbrega, confirmaram a deliberação de voltar ainda uma vez a São Vicente, por mais reforços e provisões, tendo lá chegado, a 2 de abril.
Estácio de Sá e suas forças permaneceram nove meses em São Vicente, procedendo a reparos nas embarcações e nas defesas da baixada santista, reunindo reforços de pessoas e suprimentos. Partiram em 22 de janeiro de 1565, com o reforço do padre Gonçalo de Oliveira e do irmão de Anchieta, saídos de Bertioga no dia 27 do mesmo mês, em cinco navios pequenos, transportando mamelucos e indígenas de São Vicente e de Cananeia. A eles, se juntaram os Tupiniquins e os convertidos do Colégio de São Paulo.

### A fundação do Rio de Janeiro
Finalmente, a 1 de março, Estácio de Sá desembarcava a sua gente numa estreita praia entre o Morro do Pão de Açúcar e o Morro Cara de Cão, iniciando imediatamente a construção de uma paliçada (atual Fortaleza de São João) e declarando fundada a cidade de São Sebastião do Rio de Janeiro, uma homenagem ao nome do soberano. Na ocasião, o padre Gonçalo de Oliveira entronizou, numa ermida de taipa, coberta de sapê, uma imagem de São Sebastião, que passava a ser o padroeiro da cidade. O próprio Estácio instituiu, na ocasião, as três setas do martírio do santo como armas da cidade.
Ainda com os primeiros muros sendo levantados, a recém-fundada cidade sofreu um assalto por mar, a 6 de março, desfechado por três naus francesas e mais de cento e trinta canoas de guerra procedentes do Cabo Frio. Após alguns dias resistindo ao assalto, Estácio decidiu passar ao contra-ataque, acometendo as embarcações francesas e logrando repeli-las.
Nomeou Pedro Martins Namorado como Juiz Ordinário da nova cidade. Passou então, em Julho, a distribuir sesmarias a todos os que as solicitassem, iniciando por Pedro Rodrigues. No mesmo mês, atendendo aos moradores da fortificação, que lhe solicitavam terras para rocio e para a instalação definitiva da cidade, concedeu-a:
- légua e meia a começar da Casa de Pedra;
- ao longo da baía até onde [ela] se acabar;
- para o sertão, a mesma légua e meia; e
- que irá saindo a costa do mar bravo.

A 24 de julho de 1565, realizou-se a cerimônia de posse, tendo Estácio de Sá e os seus homens formado um grande cortejo.
Foram nomeados, posteriormente, João Prosse (procurador do concelho), Antônio Martins (Meirinho), Pedro da Costa (Tabelião do Público e Judicial). Enquanto isso, os combates prosseguiam, esporádicos, com os indígenas. Durante esse ano de 1565, foram concedidas trinta e três sesmarias, entre as quais a da Companhia de Jesus, na pessoa do padre Gonçalo de Oliveira. No ano seguinte, foram concedidas mais 22 sesmarias. Entre estas, encontravam-se as do francês Marim Paris, um dos ex-colonos de Villegagnon, Duarte Martins, oficial de olheiro e Fernão Valdez.

### A lenda de São Sebastião
Guaixará, cacique dos indígenas do Cabo Frio, organizou um grande assalto no mês de julho. Emboscados atrás de um morro, surpreenderam Francisco Velho, que cruzava a barra em busca de madeira. Tendo a manobra sido percebida pelos vigias de Estácio de Sá, no arraial reuniram-se forças apressadamente, partindo quatro canoas em socorro de Francisco Velho. Quando em perseguição aos Tamoios, as canoas portuguesas com Estácio de Sá foram cercadas, de pouco adiantando os tiros da roqueira instalada na canoa do próprio Estácio. No auge da luta, "um dos soldados lusitanos tentou defender-se disparando um tiro de um pequeno canhão que trazia na canoa em direção aos nativos", no entanto, "o português acidentalmente pôs fogo em toda a pólvora disponível em sua embarcação, ocasionando uma grande explosão que encheu a área de uma fumaça negra. Esse incidente gerou um susto intenso na mulher do morubixaba [Guaixará], que proferiu palavras em voz alta condenando o conflito. Ela advertiu que o acentuado fogaréu iria, de alguma forma, alcançar os nativos e que eles deveriam partir rapidamente. Ainda que estivessem prestes a vencer os lusitanos, os tamoios obedeceram a exortação e recuaram". Os povoadores, atribuindo o fato a um milagre, acorreram à Capela de São Sebastião, rendendo-lhe graças pela salvação de suas vidas. Nascia, desse modo, a lenda atribuída aos Tamoios da aparição de um jovem guerreiro vestido com armadura, durante o combate, passando de uma para outra canoa portuguesa, causando pânico ao inimigo, assim como a tradição, conservada por séculos, de se simular combates de canoas nas águas da baía, como comemoração pelo Dia do Padroeiro.
Tal fato também foi visto na chamada Batalha das Canoas, ocorrida em junho de 1566, aonde São Sebastião foi visto ajudando os portugueses a vencer os Tamoios e franceses.
Estácio combateu os franceses durante mais dois anos. Ajudado por um reforço militar enviado pelo tio em 20 de janeiro de 1567, ele impôs uma derrota às forças francesas e expulsou-as do Brasil, mas faleceu um mês depois de ferimentos sofridos durante a batalha.
Em 1575, deu-se a última batalha pelo domínio do Rio de Janeiro, na região leste do Estado, na Batalha de Cabo Frio, onde as últimas forças franco-tamoias foram finalmente derrotadas.

## Consequências
Em resposta às tentativas francesas de conquistas territoriais no Brasil (a outra foi chamada de França Equinocial e aconteceu na atual cidade de São Luís, entre 1612 e 1615), a coroa portuguesa decidiu intensificar a colonização do Brasil e melhorar o seu status.